# ブリッジ・フォー・ピース
ブリッジ・フォー・ピース（Bridge for Peace）は、戦争体験者のメッセージ記録をもとにワークショップを行うNPO法人。2004年に設立された。略称はBFP。

## 概要・沿革
起源は青山学院大学教授（英語学）の雨宮剛が1988年3月に始めた「フィリピン体験学習」に遡る。「貧困の原因には戦争の被害がある。何をすべきか、何ができるかを考えてほしい」という雨宮の訴えに応えた学生が二人いた。以来、例年2月から3月にかけての3週間、ルソン島やミンダナオ島の教会や学校、「死の行進」が行われたバターン半島などの戦跡を訪ね、「謝罪と和解のためのステートメント」という名のメッセージを読み上げる旅が続けられた。
2000年2月、14回目となる雨宮の体験学習ツアーに参加したのが当時青山学院大学4年生の神直子（じんなおこ）だった。大学卒業後、人材派遣会社やNPO法人に勤務していたが、転機は2003年4月に訪れた。新潟県小千谷市の極楽寺の住職から、戦時中の残虐行為を悔い、老人ホームで嘆き続けながら死んだ元兵士の話を聞かされたとき、就職直前にフィリピンのネグロス島で出会った女性の泣き叫ぶ声の記憶がよみがえった。戦争で傷を負ったフィリピン、日本両国の人々の架け橋となることを決心した神は2004年8月に「ブリッジ・フォー・ピース」を設立。2005年10月にフィリピンを再訪し、元日本兵のビデオメッセージの上映会を各地で開催した。
2009年8月、NHKがインターネット上で「戦争証言アーカイブス」を公開。全国のNHKの放送局が保存している元兵士や市民らの証言動画が公開され、ページビューは2か月間で約70万回にのぼった。戦争体験者の声の記録保存に対する関心が高まる中、ブリッジ・フォー・ピースは2010年1月にNPO法人格を取得した（「NHK戦争証言アーカイブス」の公式サイトは同年8月2日にオープン）。
2017年2月時点で、フィリピンでの従軍経験者を中心に250人の元日本兵への聞き取りが行われた。証言者の映像はそれまでにフィリピンで40回以上上映された。日本ではビデオ上映のほかワークショップを全国各地で開催。現在はフィリピンだけでなく、中国や朝鮮半島にも活動の幅を広げている。代表の神は自治体の平和記念式典などで講演も行う。
20代から90代まで約140人のメンバーがそれぞれに戦争体験者の証言を集めており、事務局は愛知県岡崎市と東京都千代田区に置かれている。

## 事業内容
- 戦争体験者のメッセージ記録
- ワークショップ（2013年4月現在、215回・11426名を対象に実施）

## 主なメディア掲載
- 2009年　
  - 朝日新聞「社説」（8月15日）
  - NHKラジオ深夜便
- 2010年
  - 東京新聞（8月14日）
  - まにら新聞（11月2日）
  - 朝日新聞「人脈記」（11月25日）
- 2011年
  - 日本経済新聞「社会人」（8月14日）
  - NHKラジオ「私も一言！夕方ニュース」（1月6日）